# 羅里·里德
羅里·里德（英語：Rory Read），曾任AMD公司总裁兼首席执行官，他的前任为德克·梅爾（Dirk Meyer）。

## 生平
羅里·里德曾任AMD公司总裁兼首席执行官，他同时也曾在公司董事会中任职。在2011年8月加入AMD公司之前，里德曾担任联想集团有限公司总裁和首席运营官达5年之久。加入联想之前，里德在IBM公司工作了23年，曾担任一系列全球管理职务。
在联想，里德带领公司涉足平板和智能手机市场。里德离任之际，联想集团已经连续第7个季度成为全球增长最快的PC厂商并成为世界第三大PC制造商
在IBM工作期间，里德担任诸多执行职位。他曾在IBM亚太区BIS担任总经理。

## 个人生活
Read先生拥有哈特威克学院信息系统学士学位。他和他的夫人(Mary)将生活、工作在得克萨斯州的奥斯汀市

## 引用
1. 1 2  .   [2012-10-04]. （原始内容存档于2014-02-20）.
2. ↑  Dylan McGrath, EE Times. "Former IBM, Lenovo exec takes the helm at AMD （页面存档备份，存于）." August 25, 2011. Retrieved August 25, 2011.